# Дом Остермана
Дом графа Фёдора Остерма́на (Главный дом городской усадьбы Ф. А. Остермана — частный дом Мясницкой полицейской части, сер. XVIII в. — 1-я четв. XIX в.). Ценный объект культурного наследия регионального значения.
Главный дом городской усадьбы находится на исторической территории Белого города урочища Кулишки. Входит в состав пяти кварталов Достопримечательного места «Хитровка».

## История

### Остерманы—Тютчевы
Трёхэтажный каменный дом был построен во второй половине XVIII века в бывшем владении Голицыных. Усадебный дом разделил участок на две части — парадный двор и сад, как это было принято в то время. Торец здания был обращён к алтарям Трёхсвятительского храма. Наиболее вероятным владельцем дома называется Михаил Семёнович Похвиснев — сторонник Екатерины Второй, тайный советник, первый опекун Московского Воспитательного Дома, ближайший друг и помощник И. И. Бецкого в первоначальном устройстве этого учреждения.

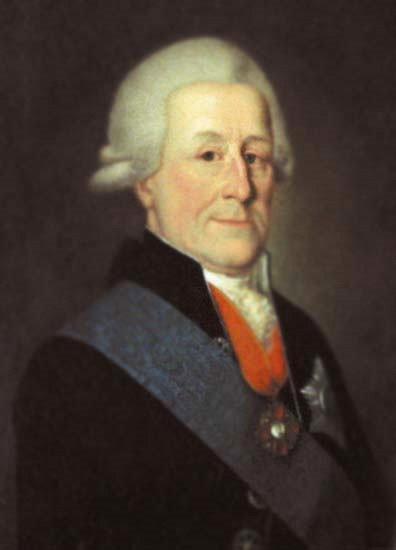
Граф Ф. А. Остерман

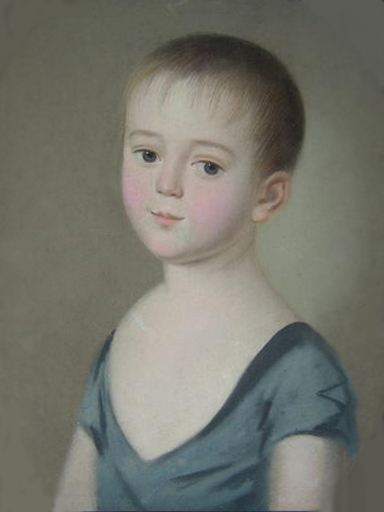
Фёдор Тютчев. 1806—1807.

В 1777 году вдова М. С. Похвиснева продала усадьбу влиятельному екатерининскому вельможе, графу Фёдору Андреевичу Остерману.
Бездетные супруги Остерманы воспитали Екатерину (дочь брата Анны Васильевны, Льва Васильевича Толстого). В 1798 году она вышла замуж за друга семьи, поручика Ивана Николаевича Тютчева. В 1804 году умирает граф Фёдор Андреевич, и молодое семейство вместе с сыновьями, Николаем и Фёдором, переезжает в Москву.

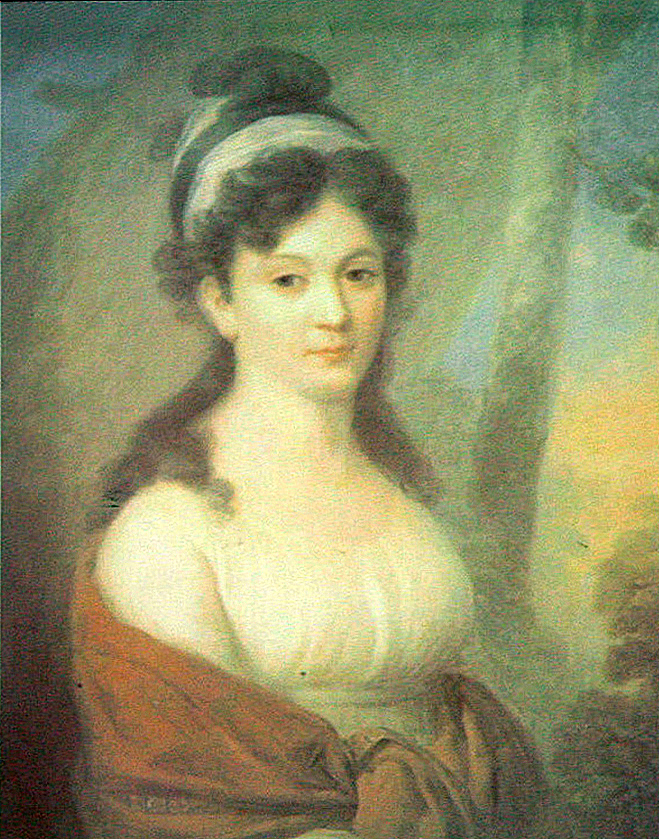
Екатерина Львовна Тютчева, мать поэта.

Здесь прошли первые детские годы будущего поэта, родились его братья, сестра Дарья. В исповедальной книге Трёхсвятителькой церкви сохранилась запись о «бытии у исповеди» и причащении всего семейства Тютчевых.

Остермана Екатерина Львовна почитала как отца, есть даже предположение, что своего сына она назвала в честь Фёдора Андреевича. Единственный живописный портрет графа хранится сегодня в музее-усадьбе Ф. И. Тютчева в Муранове.

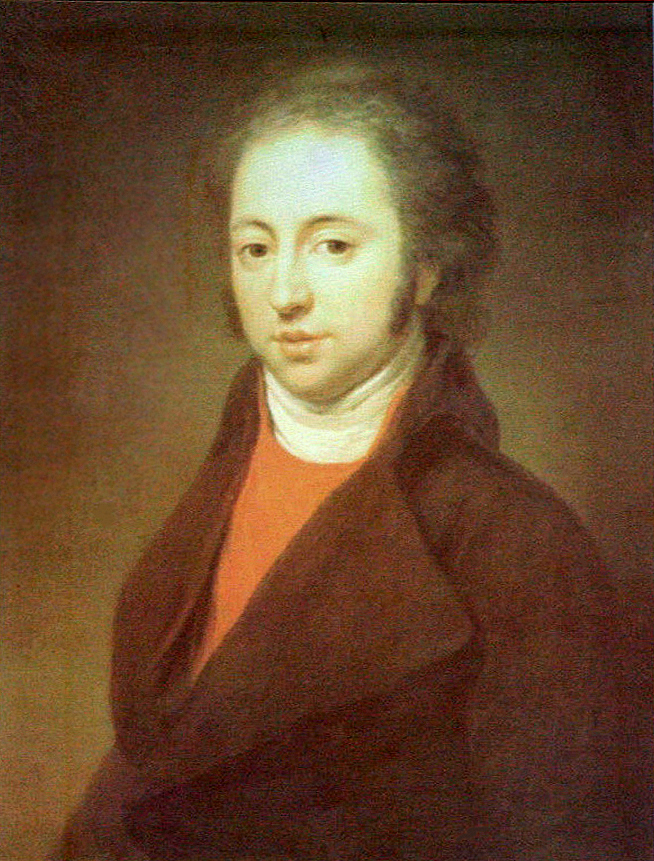
Иван Николаевич Тютчев, отец поэта.

15 февраля 1806 года А. В. Остерман завещает Екатерине Львовне это владение:

«Лета тысяча восемьсот шестого, февраля в пятыйнадесять день <…> дарю по смерти моей отставного гвардии корнета Ивана Николаевича Тютчева жене ево, а моей родной племяннице Катерине Львовне и наследникам её в вечное и потомственное владение собственныя благоприобретенныя мною три дома с принадлежащими ко оным землями <…> состоящия Мяснитской части перваго квартала, первыя два под номером пятидесятым, а третей под номером пятьдесят четвёртым со всею имеющеюся во оных домашнею принадлежностию, мебелью, серебром, вещами, платьем, бельем, посудою всякого рода, екипажами, лошадьми и конскими уборами, словом сказать, что ни есть во оных домах <…>».

23 мая 1809 года скончалась Анна Васильевна и 27 мая Е. Л. Тютчева была введена во владение завещанной усадьбой в М. Трёхсвятительском переулке.

Уголок детства Тютчева был необычайно красив: дом Остермана находился в одном из самых аристократических районов допожарной Москвы. Здесь, в переулках Покровки, с незапамятных времен селились именитые москвичи: кругом утопающие в садах усадьбы, почти над обрывом — церковь Трёх святителей, построенная в XVII веке, и овеянный легендами Ивановский монастырь, правее которого вдали блестели золотом на солнце купола кремлёвских соборов, а над ними гордо возвышалась колокольня Ивана Великого. Впереди за усадьбами на гребне холма красовалась жемчужина московской архитектуры—церковь Успения Богородицы на Покровке. Позади дома раскинулся большой сад с прудом, за ним — сад соседа, а дальше, внизу за Воспитательным домом, виднелась и голубая лента Москвы-реки.

В архивах существует опись этой усадьбы, составленная в 1810 году архитектором Жуковым. Трёхэтажный каменный дом с большим парадным подъездом и балконом стоял в глубине двора. Два белокаменных крыльца «о шести ступенях» по бокам вели прямо на второй этаж. Во дворе три деревянных флигеля, каретный сарай, конюшня с сеновалом и пять деревянных корпусов «разных мер и посредственного виду» с погребами, сараями, амбарами.

В доме, вероятно, была великолепная библиотека, Ф. А. Остерман оставил о себе не только славу чудака, но и любителя наук и искусств. Известно, что он в совершенстве владел латынью. Не в этом ли доме будущий поэт впервые познакомился с классической поэзией, если в тринадцать лет он был уже признанным переводчиком Горация и Виргилия?

В январе 1810 года Е. Л. Тютчева продала дом Франсуа Жозеф д’Изарн Вилльфору, известному позже воспоминаниями о пребывании французов в 1812 году в Москве. Подробная опись владения также сообщает о существующем трёхэтажном кирпичном доме с белокаменным крыльцом и балконом в обширный сад, о пруде, оранжерее и каменных службах.

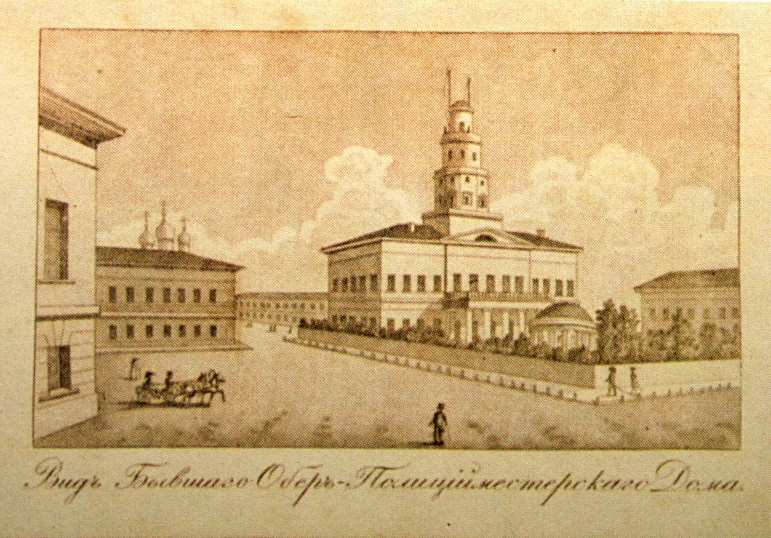
Дом Остермана, перестроенный в здание Мясницкой полицейской части. 1825 г.

### Мясницкий полицейский дом
Пострадавшую в пожар 1812 года Остермановскую усадьбу д’Изарн продал дворянке Сусанне Григорьевне Калустовой (1770—1818), которая уступила её городским властям для устройства Мясницкой полицейской части.
Полицейские части следили за порядком, боролись с пожарами, в их обязанности входили осмотр мертвых, призрение подкидышей, надзор за трактирами, гостиницами и ресторанами; при частях находились и повивальные бабки.

Д. П. Кувшинников на картине В. Перова «Охотники на привале». 1871.

Над домом Мясницкой части была выстроена деревянная пожарная каланча, которая являлась доминантой, формирующей облик Хитровской площади.

Каждая пожарная часть обслуживала 10 квадратных вёрст территории Москвы. Наблюдение велось с 16 каланчей. В. А. Гиляровский в «Москве и москвичах» рассказал, что Москва была видна с каланчи как на ладони. На каланче под шарами ходил день и ночь часовой. Вдруг облачко дыма, и часовой уже поднимает два шара на коромысле каланчи — знак Тверской части. Городская — один шар, Пятницкая — четыре, Мясницкая — три шара, а остальные — где шар и крест, где два шара и крест — знаки, по которым обыватель узнавал, в какой части города пожар. А то вдруг к одиночному шару, означающему Городскую часть, привешивает с другой стороны коромысла красный флаг: сбор всех частей, пожар угрожающий. Ночью вывешивались вместо шаров фонари: шар — белый фонарь, крест — красный.

Пожарные лошади — воронежские и тамбовские битюги — были гордостью москвичей. Каждая часть получала лошадей одной масти, по ней узнавали, какая часть мчится на пожар. Тверская — все жёлто-пегие, Рогожская — вороно-пегие, Хамовническая — соловые с чёрными хвостами и огромными косматыми чёрными гривами, Сретенская — соловые с белыми хвостами и гривами, Пятницкая — вороные в белых чулках и с лысиной во весь лоб, Городская — белые без отметин, Якиманская — серые в яблоках…, Мясницкая — рыжие, — писал В. А. Гиляровский.

Первый пожарный автомобиль (Даймлер-Лист) появился в Мясницкой пожарной части в 1908 году.

Здесь же, под самой каланчой, находилась квартира доктора части Д. П. Кувшинникова. Дмитрия Петровича изобразил на своей знаменитой картине «Охотники на привале» художник В. Г. Перов.

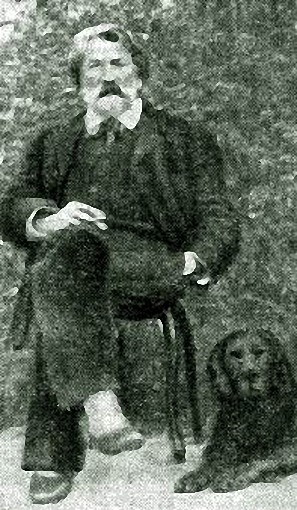
Д. Кувшинников.

В образе рассказчика Перов изобразил Д. П. Кувшинникова — известного в Москве врача и большого любителя ружейной охоты. После того, как в 1871 году картина была написана и экспонировалась на первой передвижной выставке, имя Дмитрия Павловича Кувшинникова стало популярным в литературных, художественных и театральных кругах. Его квартира в Малом Трёхсвятительском переулке стала местом, где собирались писатели, художники, артисты. Здесь часто бывали В. Г. Перов, А. П. Чехов, И. И. Левитан.

Одним из друзей Д. П. Кувшинникова был врач и любитель — художник Василий Владимирович Бессонов. В 1869 году Перов написал портрет Бессонова, который потом экспонировался на Всемирной выставке в Париже вместе с полотном «Охотники на привале». Врач В. В. Бессонов и стал прототипом охотника-скептика.

В образе молодого охотника автор картины изобразил 26-летнего Н. М. Нагорнова — друга и коллегу Кувшинникова и Бессонова. В 1872 году Николай Михайлович женился на Варваре Васильевне Толстой, племяннице великого писателя. В начале 90-х годов позапрошлого столетия Нагорнов становится членом Московской городской управы.

Вот кого из своих московских друзей В. Г. Перов запечатлел в образах «Охотников на привале». Это подтверждает в своих воспоминаниях и Анна Николаевна Володичева — дочь Н. М. Нагорнова. В ноябре 1962 года она написала искусствоведу В. Маштафарову, исследовавшему творчество В. Г. Перова и других художников: «Кувшинников Д. П. был одним из ближайших друзей моего отца. Они часто ездили на охоту по птице. У отца была собака, и поэтому собирались у нас: Дмитрий Павлович, Николай Михайлович и доктор Бессонов В. В. Они изображены Петровым („Охотники на привале“). Кувшинников Д. П. рассказывает, отец и Бессонов слушают. Отец — внимательно, а Бессонов — с недоверием…». Этот отрывок из воспоминаний взят из публикаций в альманахе «Охотничьи просторы» за 1963 год.

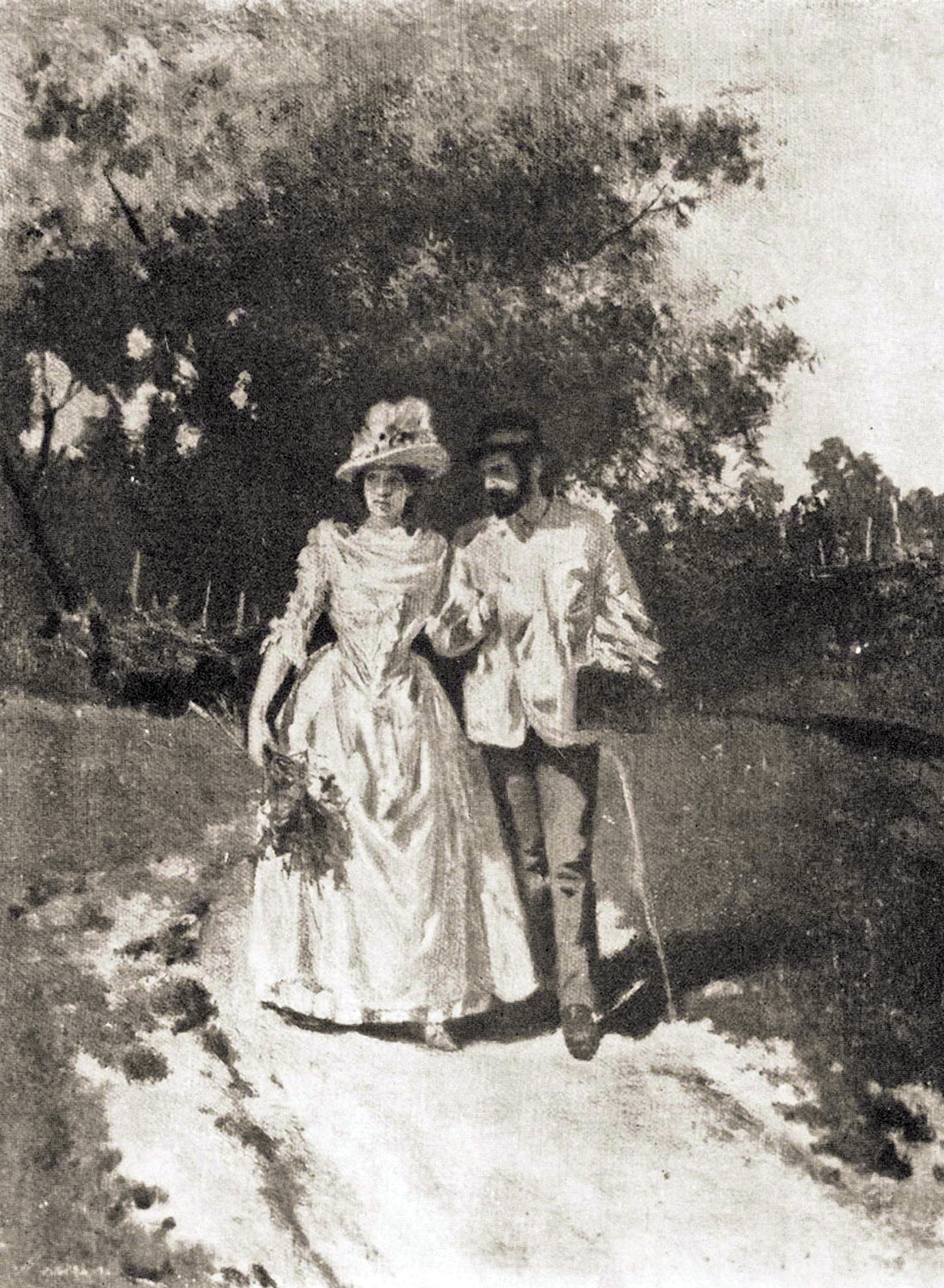
Левитан и Кувшинникова. Этюд А. С. Степанова во время совместной поездки в Плёс

В августе 1886 года братья Чеховы привели сюда Левитана, который нашёл в супругах Кувшинниковых «горячих поклонников и ревностных друзей».
Софья Петровна Кувшинникова (урождённая Сафонова, 1847—1907), помогала Исааку Левитану. И была его ученицей. Их отношения были сложными, яркими и описаны во множестве мемуаров.

Исааку Ильичу, обожавшему музыку, особенно полюбились часы, когда Кувшинникова играла на фортепиано; иногда он писал картины при таком музыкальном сопровождении. А она… Несмотря на разницу в возрасте и положении (Левитану в то время было двадцать восемь), Софья Петровна открыто бросала вызов всему обществу, связывая себя с художником. Вместе с тем даже недоброжелатели отмечали, что смелость и резкость суждений уживались в этой женщине со старомодной изысканностью манер, простотой и естественностью в обращении с людьми, готовностью быть чем-нибудь полезной, о ком-то заботиться. Деятельная и энергичная, она окружила художника любовью и заботой.
«В Кувшинниковой имелось много такого, что могло нравиться и увлекать, — считала О. Л. Книппер-Чехова. — Можно вполне понять, почему увлекся ею Левитан».

«Знаешь, в твоих пейзажах появилась улыбка!» — говорил Чехов Левитану, привезшему много картин и этюдов, написанных на Волге.
И не удивительно — это было самое счастливое время в жизни Левитана. Он любит и любим, окружен заботой. Чувствует поддержку в творческих начинаниях…" — пишет искусствовед Н. М. Яновский-Максимов в своей книге о великих русских живописцах «Сквозь магический кристалл…».

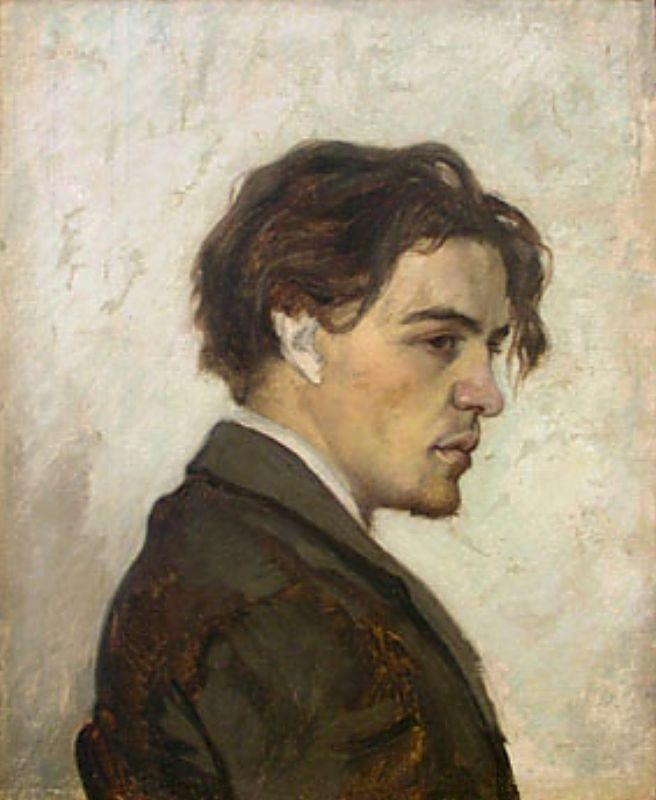
Портрет брата Антона. Художник Николай Чехов.

Поначалу отношения между Софьей Петровной и Антоном Павловичем складывались самые дружеские. Правда, Чехов относился к Софье Петровне несколько насмешливо, называя её «Сафо». Они часто встречались. А 21 апреля 1890 года Чехова, уезжавшего на Сахалин, до Троице-Сергиевой лавры провожали его, надо полагать, лучшие друзья — Левитан и Кувшинникова.

Но уже тогда отношения между ними изменились, повеяло явным холодком. Не об этом ли говорит надпись, которую Антон Павлович сделал на отдельном издании повести «Дуэль»: «Софье Петровне Кувшинниковой от опального, но неизменно преданного автора».

Поводом для разрыва послужил скандал.
Кувшинников, Софья Петровна и Левитан стали прототипами известного рассказа А. П. Чехова «Попрыгунья». Рассказ воспринялся совершенно справедливо, как пасквиль или ревнивая месть, и бурно обсуждался в обществе.

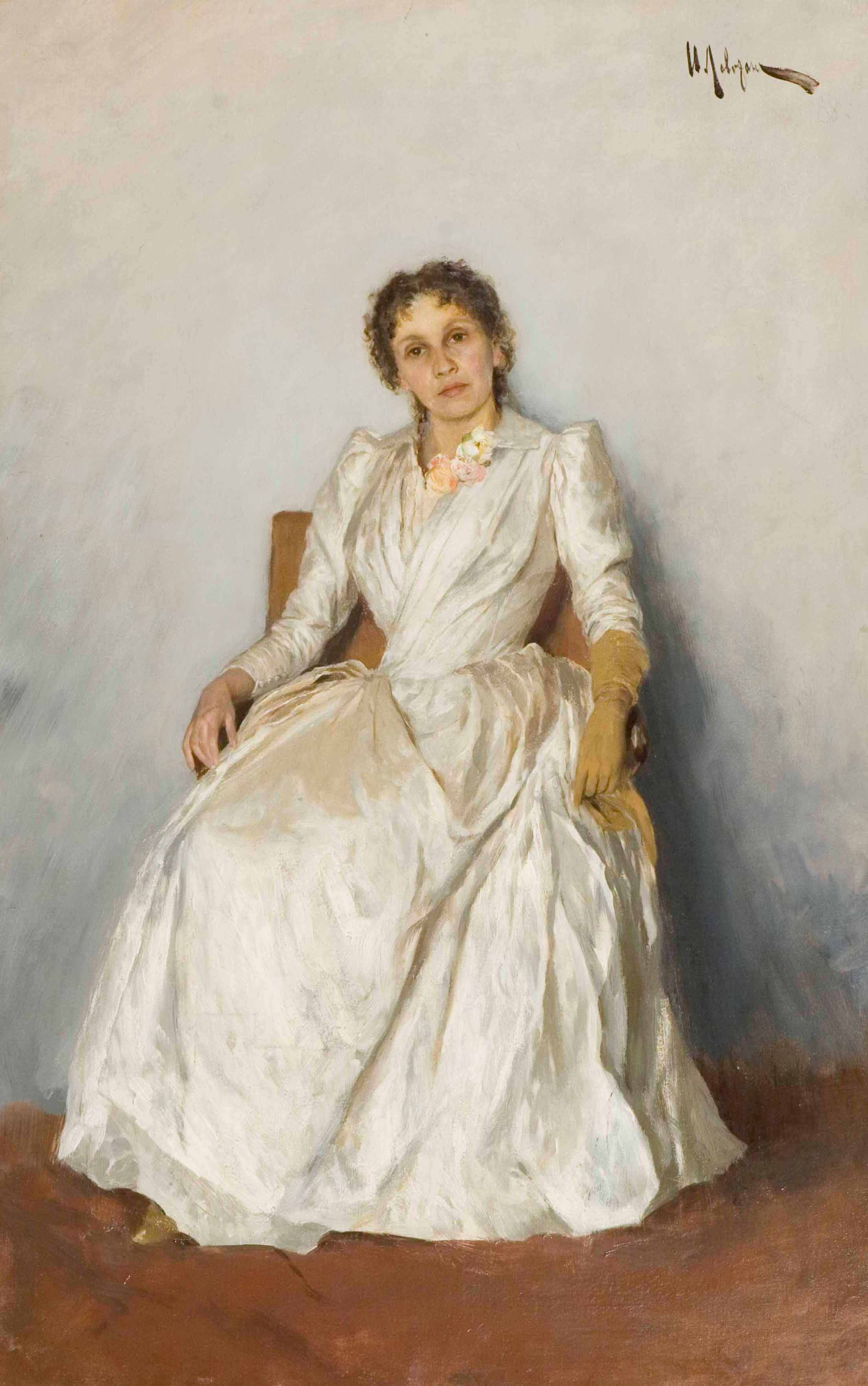
И. Левитан. Портрет С. П. Кувшинниковой. 1888.

Софья Петровна была очень даровита. Из кусков и лоскутков дешёвой материи она шила себе прекрасные костюмы. Она умела придать красоту любому жилью, самому захудалому и унылому, простой сарай преображая в кокетливый будуар. Четыре небольшие комнаты своей квартиры с необыкновенно высокими, как в нежилом помещении, потолками, Софья Петровна убрала по своему вкусу. Искусной женщине недоставало средств, но она не унывала и так ловко изворачивалась с самыми скромными деньгами, что украшенное ею гнездо Кувшинниковых казалось роскошно меблированным.

В комнате мужа ничего не было, кроме кровати, крохотного стола и стула да трёх голубеньких кувшинчиков с бессмертниками на подоконниках. В столовой царил «русский стиль» — взамен стульев и кресел стояли деревянные лавки, буфетик был расписной, с фантастическими голубыми и розовыми цветочками на створках, на стенах висели полотенца, вышитые красными петухами. Для гостиной Софья Петровна отвела самую просторную комнату с турецкими диванами, а рыбацкие сети, заменявшие занавески, выкрасила в какой-то нестерпимо яркий золотистый цвет. И все это было оригинально, подходило к общему устройству квартиры художницы. Свои апартаменты хозяйка устроила с антресолями. В них вела витая лесенка. На антресолях была спальня и жил ручной журавль. Он признавал только одну хозяйку, по слову которой плясал, взмахивал крыльями, наскакивая на запоздавшего гостя, ложился на пол, притворяясь мертвым и долго оставаясь неподвижным. Журавль враждовал с двумя сестрами Дмитрия Павловича и с ним самим. Капризному баловню Софьи Петровны покорно во всем уступали собаки, как и сам доктор безмолвно подчинялся воле затейливой своей жены.

Внизу, под спальней, Софья Петровна раскинула причудливый персидский шатер. Сюда в тесный уют и тепло уединялись влюблённые, ревнивцы, усталые от многолюдного общества гостиной, желающие отдохнуть в одиночестве.

Софья Петровна была чудесно сложена. С фигурой Афродиты, темноглазая, смуглая мулатка, она привлекала общее внимание неповторимой своей
оригинальностью. Цветы, написанные Кувшинниковой, покупал Третьяков, её игрой на фортепьяно заслушивались общепризнанные московские пианисты-виртуозы. Софья Петровна любила охоту не меньше, чем искусство, и, подолгу пропадая в подмосковных лесах, одна, одетая по-мужски, возвращалась с полным ягдташем. Софья Петровна говорила, повелевая, словно имела над своими собеседниками такую же неограниченную власть, как над мужем, избалованная его терпением, молчаливостью, большим сердцем и глубокой затаённой нежностью. Кувшииникова была горда и смела, презирая всякие сплетни о себе.

В гостях у Кувшинниковых, в салоне у Софьи Петровны, бывали выдающиеся деятели того времени:

В скромной казенной квартире, находящейся под самой каланчой одной из московских пожарных команд, она устроила литературный и художественный салон, довольно популярный в Москве в 1880—1890 годах. Сюда по вечерам съезжались очень интересные люди. Часто бывали А. П. Чехов и его брат Михаил Павлович, писатели Е. П. Гославский, С. С. Голоушев (С. Глаголь), Т. Л. Щепкина-Куперник, артисты М. Н. Ермолова, А. П. Ленский, Л. Н. Ленская, А. И. Сумбатов-Южин, Е. Д. Турчанинова, К. С. Лощинский (Шиловский), Л. Д. Донской, композитор Ю. С. Сахновский. Из художников — А. С. Степанов, Н. В. Досекин, Ф. И. Рерберг, А. Л. Ржевская, Д. А. Щербиновский, М. О. Микешин… Живописец А. А. Волков вспоминал, что «когда приезжал в Москву И. Е. Репин, то непременно посещал салон Кувшинниковой».

Московскія вѣсти писали 3 сентября 1907 года:
Вчера похоронили художницу С. П. Кувшинникову. Покойная была чрезвычайно богато одаренная натура, и в течение долгого периода времени вокруг неё собиралось огромное общество, состоявшее из художников, артистов, литераторов, певцов, — вообще деятелей всякого рода художественного творчества. <…>

Покойная скончалась лет 50-ти. Смерть её явилась неожиданностью для окружающих: покойная гостила у своих знакомых в имении по моск.-каз. жел. д. и там заболел а дизентерией, отчего и умерла. Отпевание и погребение совершено в Скорбященском монастыре. На гроб возложено много венков.
В 1908—1909 годах в Мясницком полицейском доме находились под стражей юные Владимир Маяковский, Илья Эренбург и позже оставили об этом свои воспоминания:
Маяковский о своих приключениях в 15-летнем возрасте:

ТРЕТИЙ АРЕСТ

Живущие у нас (Коридзе (нелегальн. Морчадзе), Герулайтис и др.) ведут подкоп под Таганку. Освобождать женщин-каторжан. Удалось устроить побег из Новинской тюрьмы. Меня забрали. Сидеть не хотел. Скандалил. Переводили из части в часть — Басманная, Мещанская, Мясницкая и т. д.— и наконец — Бутырки. Одиночка N% 103.

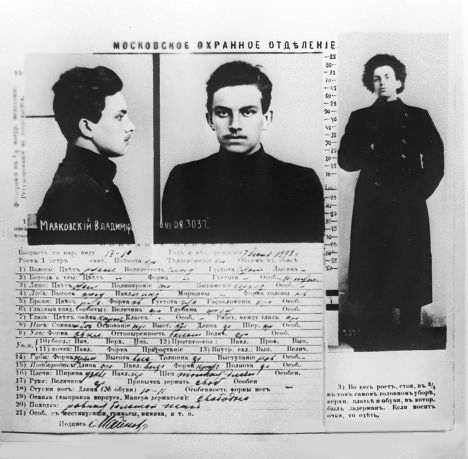
Регистрационная карточка Московского охранного отделения на Владимира Маяковского. 1908 г.

Сохранились и документальные свидетельства:

В Мясницком полицейском доме Маяковский встретил Вегера, который также был арестован по делу о побеге политкаторжанок.
«Вскоре после того как Маяковский попал в тюрьму, его выбрали старостой тюрьмы, — рассказывал в своих воспоминаниях Вегер. — О его кандидатуре сначала была договоренность среди немногих. В тюрьме сидели не только большевики. Большевики должны были поставить старостой своего надежного товарища. Кандидатура Маяковского была одобрена мной, как членом МК».

16 июля Маяковский подал в Московское охранное отделение следующее прошение: «В Московское охранное отделение Содержащегося при Мясницком полиц<ейском> доме Владимира Владимировича Маяковского Прошение Ввиду того, что мне необходимо продолжать начатые занятия, покорнейше прошу вас разрешить мне пропуск необходимых для рисования принадлежностей. Владимир Владимирович Маяковский 16 июля 1909 года»
В конце документа справка Мясницкого полицейского дома: «Маяковский содержится по постановлению московского градоначальника от 1 июля 1909 г., № 432»

В ответ на это прошение 27 июля Охранное отделение сообщало: «Секретно. Смотрителю Мясницкого полицейского дома Вследствие прошения содержащегося во вверенном вам полицейском доме Владимира Владимирова Маяковского, Отделение уведомляет ваше высокоблагородие, что к пользованию Маяковским рисовальными принадлежностями препятствий со стороны отделения не встречается. За начальника отделения ротмистр Озеровский».

«Он сумел добиться разрешения, — вспоминает Вегер, — заходить в мою камеру под тем предлогом, что он художник. Он рисовал карандашом, писал акварелью. Сохранился мой акварельный портрет, написанный тогда Маяковским в моей камере. Он и тогда уже неплохо владел рисунком. Когда Маяковский писал меня в моей камере, то ставился табурет, на этот табурет я садился на значительном расстоянии от стены, он отходил к двери; ему хотелось, чтобы за спиной натуры получался отчётливо фон решетки. Рисунок сделан итальянским карандашом и потом разделан акварелью».

26 июля выносится постановление о продлении срока ареста:
«1909 года, июля 26 дня, я, отдельного корпуса жандармов ротмистр Озеровский, ввиду полученного уведомления директора Департамента полиции, изложенного в телеграмме от 25 сего июля за № 1842, на имя московского градоначальника, о том, что его высокопревосходительство министр внутренних дел, на основании примечания к ст<атье> Положения о государственной охране, разрешил продлить срок содержания под стражей находящемуся под арестом в Мясницком полицейском доме Владимиру Владимирову Маяковскому, впредь до разрешения вопроса о высылке его постановил: объявить об изложенном вышепоименованному Маяковскому под его собственноручную расписку на настоящем постановлении.
Ротмистр Озеровский»''

Эренбург о себе, 17-летнем:

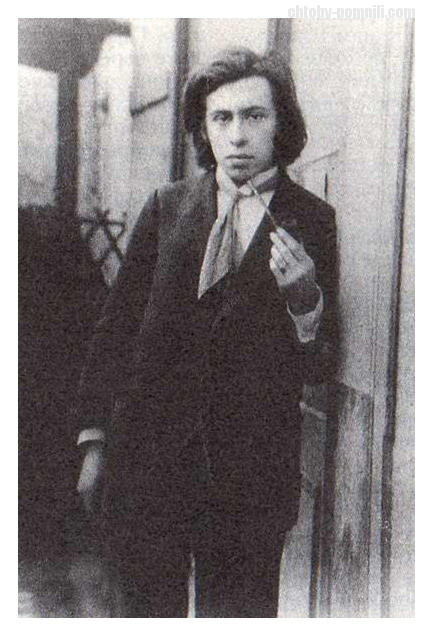
Молодой И. Эренбург.

За полгода я успел ознакомиться с различными тюрьмами: Мясницкой полицейской частью, Сущевской, Басманной, наконец, с Бутырками. Повсюду были свои нравы. <…> 

Меня отвезли в Мясницкую часть. Режим там был сносный. В крохотных камерах стояло по две койки. Некоторые надзиратели были добродушными, позволяли походить по коридору, другие ругались. Помню одного — когда я просил выпустить меня в отхожее место, он неизменна отвечал: «Ничего, подождешь…» Смотритель был человеком малограмотным; когда заключённым приносили книги для передачи, он сердился — не мог отличить, какие из них крамольные.

В Государственном архиве я увидел его донесение, он сообщал в охранку, что отобрал принесенные мне книги — альманах «Земля» и сочиненияИбсена. Один раз он вышел из себя: «Черт знает что! Книгу для вас принесли про кнут. Не полагается! Не получите!» (Как я потом узнал, книга, его испугавшая, была романом Кнута Гамсуна.)

В Мясницкой части сидел большевик В. Радус-Зенькович; мне он казался ветераном — ему было тридцать лет; сидел он не впервые, побывал в эмиграции. Моим соседом был тоже «старик» — человек с проседью. Разговаривая с ним, я старался не выдать, что мне семнадцать лет. Однажды начальник принес мне литературный альманах; я его дал соседу, который час спустя сказал: «А здесь для вас письмо». Под некоторыми буквами стояли едва заметные точки: книгу передала Ася. Я покраснел от счастья и от позора; в течение нескольких дней я боялся поглядеть соседу в глаза — чувства мне казались недопустимой слабостью.

Гуляли мы в крохотном дворике, среди огромных сугробов. Потом неожиданно снег посерел, стал оседать — близилась весна.

Иногда нас водили в баню, это были чудесные дни. Вели нас по мостовой; прохожие глядели на преступников — кто с удивлением, кто с жалостью. Одна старушка перекрестилась и сунула мне пятачок: я шёл крайним. В бане мы долго мылись, парились и чувствовали себя как на воле.

Наружную охрану несли солдаты жандармского корпуса; они заговаривали с нами, говорили, что они нас уважают — мы ведь не воры, а «политики». Некоторые соглашались передавать письма на волю. Тридцатого марта я послал письмо Асе.<…>

Мое письмо было найдено у Аси при обыске и приобщено к делу.<…> После того как у Аси нашли это письмо, меня перевели из Мясницкой части в Сущевскую.

По свидетельству В. М. Молотова, в Мясницкой части отсидел и известный революционер Ломов, будущий первый Нарком юстиции.
В 1925 году пожарную каланчу предполагали оставить на доме «как памятник уходящего быта».

## Галерея

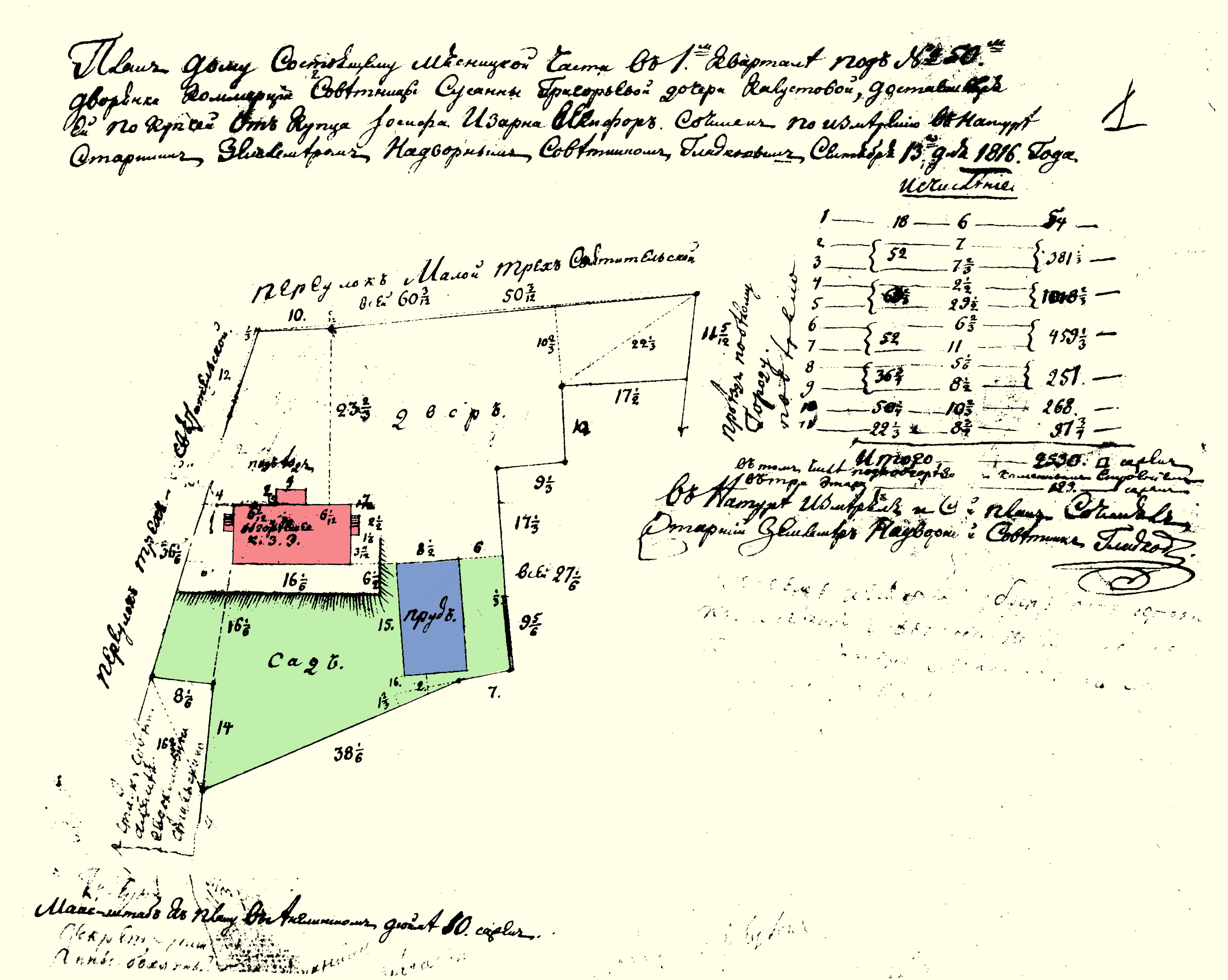
План владения С. Г. Калустовой (б. Остермана). 1816.
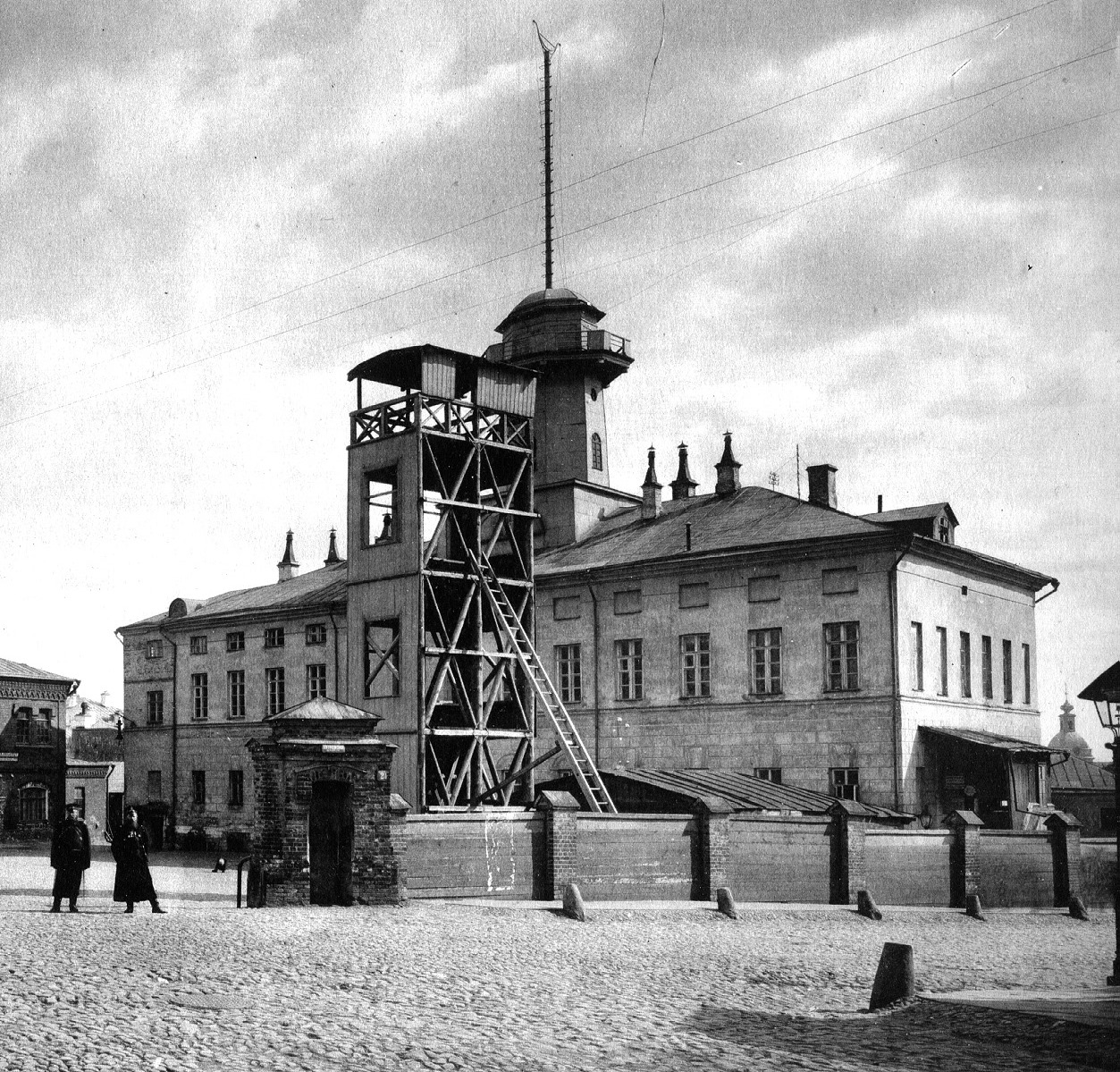
Здание Мясницкой полицейской части. Конец XIX века.
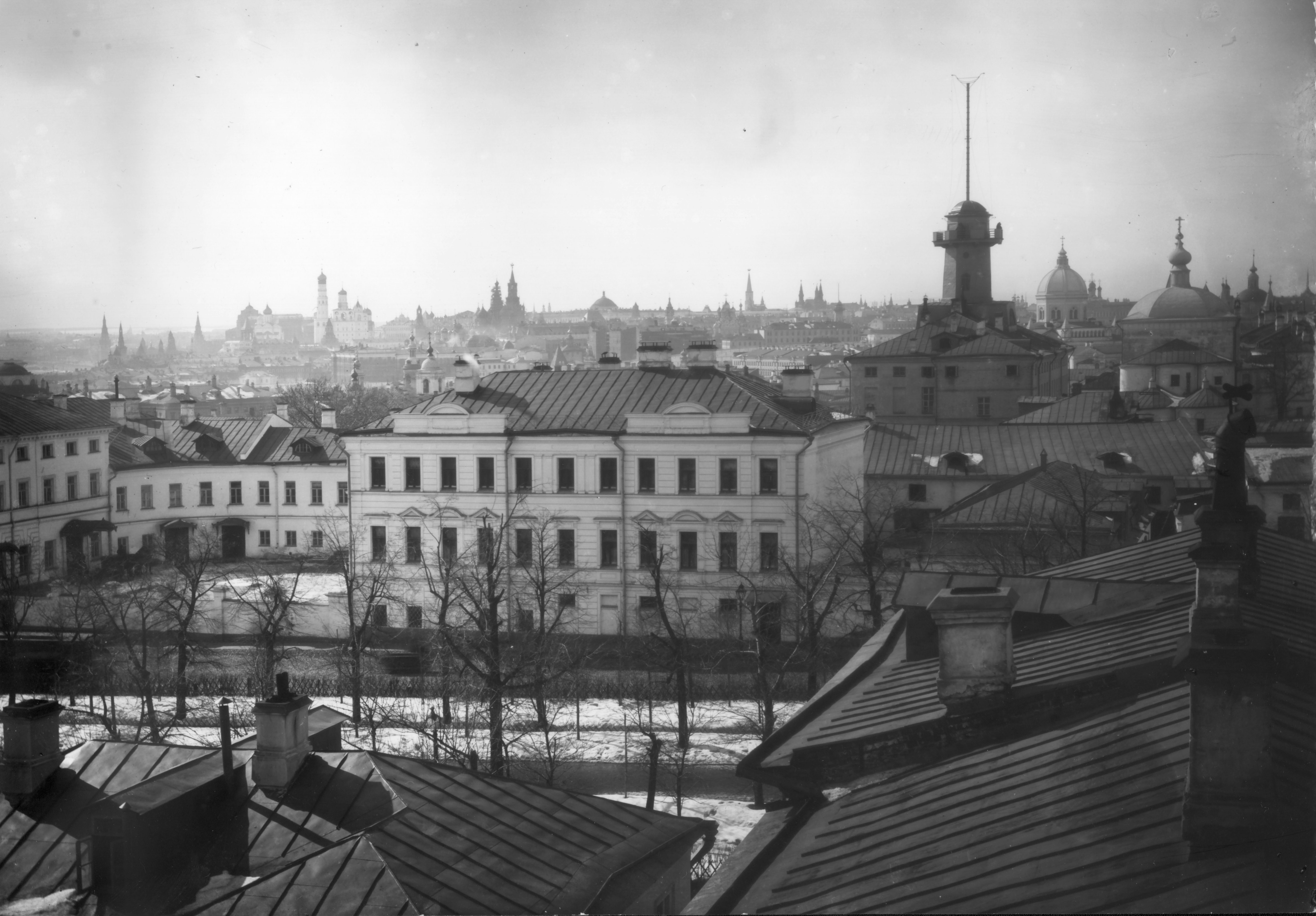
Вид Мясницкой каланчи в 1899 году.